# Un divorce de chien
Un divorce de chien est un téléfilm franco-belge réalisé en 2010 par Lorraine Lévy, sur son propre scénario, et diffusé le 29 mai 2010 sur RTL TVI et le 13 décembre 2010 sur TF1.

## Synopsis
Un jeune couple décide de se séparer à l’amiable. Tout va pour le mieux, jusqu’à la question cruciale de la garde du chien… déclencheur d’une guerre sans merci. Les amis et la famille essayent d’arranger les choses, mais ne font que les aggraver. Reste le chien, qui n’est pas plus bête, pour trouver une issue à cette histoire de fous !

## Fiche technique
- Réalisateur : Lorraine Lévy
- Scénario : Lorraine Lévy
- Musique :
- Genre : comédie romantique
- Date de diffusion : 
  -  Belgique : 29 mai 2010 sur RTL TVI
  -  France : 13 décembre 2010 sur TF1
- Durée : 105 minutes

## Distribution
- Élie Semoun : Julien
- Julie Ferrier : Lou
- Christine Citti : Sophie
- Marc Citti : Serge
- Sara Martins : Isa
- Laurent Bateau : Bernard
- Éva Darlan : Louise
- Martin Lamotte : M. Schoum
- Claire Nadeau : Mme Schoum
- Arnaud Ducret : Xavier
- Gwendoline Hamon : Sylvie
- Laurent Spielvogel : Schrek
- Mark Grosy : le lieutenant de police
- Laurent Lévy : Moumoute
- Chantal Bronner : l'avocate de Julien
- Sébastien Castro : l'avocat de Lou
- Jean-Pierre Lazzerini : le juge
- Sophie Guiter : le vétérinaire
- Antoine Blanquefort : le clochard
- Alain Zef : le déménageur
- Philippe Louvat : l'huissier
- Guillaume Destrem : le garagiste
- Amélie Robin : Lou
- Clémence Roussel : Luce
- Femi Etile : Victor

## Récompense
- Meilleur scénario pour Lorraine Lévy au Festival de la fiction TV de La Rochelle 2010[1].